# Opera (瀏覽器)
Opera是由Opera軟體基於Chromium架構所開發的網頁瀏覽器，採全新模組化設計，內建廣告阻擋器與VPN，特色功能包括工作區切換、标签页岛、快速撥號，整合式側邊欄中的音乐集成、社交媒体等各種集成，以及Opera Aria AI，可供Windows、macOS、Linux、Android與iOS系統使用。中文稱為歐朋瀏覽器。
Opera軟體公司總部位於挪威奧斯陸。
Opera首次發布於1995年8月10日，前十年為商業軟體，曾使用自己研發的Presto排版引擎。2013年，Opera的排版引擎從Presto變更為Blink ，成为现在众多Chromium衍生浏览器的一员。2016年，挪威Opera公司成為中國財團的子公司。2018年，Opera Software在納斯達克股票交易所上市。
该公司於2019年為玩家推出了Opera GX，也於2022年1月為加密貨幣发布了Opera Crypto浏览器公测版。2023 年 4 月，宣布全面翻新Opera瀏覽器，版本號碼Opera 100，代號為Opera One，清爽的外观以及人工智能功能，Opera 100于2023年6月20日推出。

## 歷史
1994年，Opera是挪威最大的電訊公司Telenor的研究項目。
1995年，Opera軟件公司成立，最初是商業網頁瀏覽器，必須在試用期結束後購買。
1998年，為了利用互聯網連接的手持設備的新興市場，一個將Opera移植到移動設備平台的項目開始實施。
2012年4月24日，Opera開發團隊於博客中宣布停止支持Widgets和Unite應用，對於新用戶將預設關閉Opera Unite和Opera Widgets，將徹底移除這兩個附加元件平台。
2013年2月12日，Opera將使用Chromium項目的代碼，其排版引擎更改為其競爭對手Google Chrome的排版引擎WebKit，這些新版本因缺乏受歡迎的使用介面元素和排版引擎改變而受到批評。
2013年4月3日，Google宣布它將從WebKit中分離元件，建構一個名為Blink的新排版引擎，Opera將跟隨Google實施Blink排版引擎。
2016年11月，Opera軟件以6億美元將Opera品牌和網頁瀏覽器業務出售給中國財團，名稱為Golden Brick Capital Private Equity Fund I Limited Partnership，相关公司为奇虎360和昆仑万维。早前的交易未獲監管機構批准。
2017年2月，開始UI專案Reborn。
| 日期   | 詳細資訊 |
| ------ | --- |
| 1996年 | Opera 2.0版本首次公開，但僅在Microsoft Windows上運行。 |
| 1997年 | 12月31日，Opera 3.0正式發布，開始著手於軟件的多系統支援，加入支援CSS。 |
| 2000年 | 6月28日，4.0正式發布，包括一個新的跨平台核心，該核心可以幫助創建Opera適用於多種操作系统和平台。 12月6日，5.0正式發布，Opera成為廣告贊助商，向沒有支付費用的用戶展示廣告，Opera的後續版本讓用戶可以選擇看到來自Google的橫幅廣告或有針對性的文字廣告。 |
| 2001年 | 11月29日，Opera 6.0正式發布。加入支援Unicode。 |
| 2003年 | 1月28日，Opera 7.0正式發布，使用新的Presto排版引擎，取消支援Mac OS 9。 |
| 2005年 | Opera 8.0正式發佈，加入支援SVG，並去掉了免費版本的廣告。 Opera 8.5正式發布，Opera成為免費軟件。早期版本使用Presto佈局引擎，並可在FreeBSD系統上運行，獲得13個不同的獎項，廣告被完全刪除，瀏覽器的主要財務支持來自Google的收入（這是Opera的默認搜索引擎合同）。 |
| 2006年 | 6月20日，Opera9.0正式發布，加入支援XSLT，成為首個瀏覽器通過Acid2。 12月18日，Opera 9.1正式發布，推出的新功能包括使用GeoTrust（一家數字證書提供商）和PhishTank（一家追蹤已知釣魚網站的組織）的技術進行欺詐保護。當版本9.5中GeoTrust被Netcraft取代時，此功能得到進一步改進和擴展，並添加了Haute Secure的惡意軟件防護。 |
| 2007年 | 4月11日，Opera 9.20正式發布，加入了快速撥號功能。 |
| 2008年 | 6月12日，Opera 9.50正式發布，改進了安全和兼容性，加入支援64位元的Linux和BSD作業系統，取消支援SPARC。 10月8日，Opera 9.60正式發布，加入了鍵入的歷史和習慣查詢兩項新功能，Opera Link增加了輸入歷史和搜索的同步。 12月16日，Opera 10.00正式發布，速度快40%，改用全新界面。 |
| 2009年 | 11月23日，Opera 10.10正式發布，引入Opera Unite，一項簡單而精密的伺服器程序實現共享數據和服務等功能的技術。 |
| 2010年 | 3月2日，Opera 10.50正式發布，加入私密瀏覽功能，使用新的Carakan JavaScript引擎，在SunSpider中的速度快7倍以上。 7月1日，Opera 10.60正式發布，主要更新包括內核升級、地理定位、對HTML5和WebM標準的支援、介面最佳化等。 12月16日，Opera 11正式發布，更新網址列和郵件側邊欄界面，加入对扩展的支持、頁籤群組、滑鼠手勢視覺化等功能，並升级其渲染引擎和Carakan JavaScript引擎。 |
| 2011年 | 4月12日，Opera 11.10正式發布，升級渲染引擎，更新快速撥號功能，Opera Turbo採用全新的WebP圖片格式，新增7種支援語言等。 5月18日，Opera 11.11正式發布，修正了一些穩定性及安全性問題。 6月28日，Opera 11.50正式發布，Opera Link實現密碼同步，增加快速撥號擴充功能，全新的外觀設計，引擎升級，最佳化CSS渲染及Vega引擎性能及更多的HTML5相容性等。 12月6日，Opera 11.60正式發布，升级了網址列功能及Opera Mail功能，引擎升級，支援更多的CSS3，CSS4和HTML5相容性。 |
| 2012年 | 6月14日，Opera 12.00正式发布，带来全平台的硬件加速支持，性能进一步优化。 11月6日，Opera 12.10正式发布，对内核进行了升级，大幅提升了对WebM视频的支持。 |
| 2013年 | 5月28日，Opera Next 15正式发布，这是Opera首個采用Blink内核的測試版本，許多與眾不同的Opera功能都被刪除，並且Opera Mail被分離為一個派生於Opera 12的獨立應用程序。 7月2日，Opera 15正式发布，这是Opera首個采用Blink内核的穩定版本。 8月27日，Opera 16正式发布，支援了Microsoft Windows及Mac OS X的部份原生功能。 10月8日，Opera 17正式发布。 11月19日，Opera 18正式发布。                                                                                   |
| 2014年 | 1月28日，Opera 19正式发布。 3月4日，Opera 20正式发布。 5月6日，Opera 21正式发布。 6月3日，Opera 22正式发布。 7月22日，Opera 23正式发布。 9月2日，Opera 24正式发布。 10月15日，Opera 25正式发布。 12月3日，Opera 26正式发布，更換至Blink引擎後釋出的第一個包含Linux版本的穩定版。 |
| 2015年 | 1月27日，Opera 27正式发布。 3月10日，Opera 28正式发布。 4月28日，Opera 29正式发布。 6月9日，Opera 30正式发布。 8月4日，Opera 31正式发布。 9月15日，Opera 32正式发布。 10月27日，Opera 33正式发布。 12月8日，Opera 34正式发布。 |
| 2016年 | 2月2日，Opera 35正式发布。 3月15日，Opera 36正式发布。 5月4日，Opera 37正式发布。 6月8日，Opera 38正式发布。 8月2日，Opera 39正式发布。 9月20日，Opera 40正式发布。 10月25日，Opera 41正式发布。 12月13日，Opera 42正式发布。 |
| 2017年 | 2月7日，Opera 43正式发布。 2月16日，開始 UI 專案 Reborn。 3月22日，Opera 44正式发布。 5月10日, Opera 45正式发布。 6月22日, Opera 46正式发布。 8月9日, Opera 47正式发布。 9月27日, Opera 48正式发布。 11月8日，Opera 49正式发布。 |
| 2018年 | 1月4日，Opera 50正式發布。 2月7日，Opera 51正式發布。 3月22日，Opera 52正式發布。 5月10日，Opera 53正式發布。 6月28日，Opera 54正式發布。 8月16日，Opera 55正式發布。 9月25日，Opera 56正式發布。 11月28日，Opera 57正式發布。 |
| 2019年 | 1月23日，Opera 58正式發布。 4月9日，Opera 60正式發布。 6月27日，Opera 62正式發布。 8月20日，Opera 63正式發布。 10月8日，Opera 64正式發布。 11月14日，Opera 65正式發布。 |
| 2020年 | 1月8日，Opera 66正式發布。 2月25日，Opera 67正式發布。 4月22日，Opera 68正式發布。 6月24日，Opera 69正式發布。 7月28日，Opera 70正式發布。 |

## 版本相容性
| 作業系統            | 作業系統                                                 | 作業系統                                                 | 最新版本                    | 發布年份 | 渲染引擎 |
| ------------------- | -------------------------------------------------------- | -------------------------------------------------------- | --------------------------- | -------- | -------- |
| Windows             | 7和之後 (IA-32,x64)， Server 2008 R2和之後 (x64)         | 7和之後 (IA-32,x64)， Server 2008 R2和之後 (x64)         | 70                          | 2020     | Blink    |
| Windows             | XP SP2和SP3， Server 2003 SP1和R2， Vista 和 Server 2008 | XP SP2和SP3， Server 2003 SP1和R2， Vista 和 Server 2008 | 36                          | 2016     | Blink    |
| Windows             | XP RTM和SP1 和 Server 2003 RTM                           | XP RTM和SP1 和 Server 2003 RTM                           | 12.12                       | 2012     | Presto   |
| Windows             | 2000                                                     | 2000                                                     | 12.02                       | 2012     | Presto   |
| Windows             | 9x和NT 4.0 (IA-32)                                       | 9x和NT 4.0 (IA-32)                                       | 10.63                       | 2010     | Presto   |
| Windows             | NT 3.51 (IA-32)                                          | NT 3.51 (IA-32)                                          | 5.12                        | 2001     | Elektra  |
| Windows             | 3.1x 和 NT 3.1-3.5 (IA-32)                               | 3.1x 和 NT 3.1-3.5 (IA-32)                               | 3.62                        | 2000     | Elektra  |
| macOS               | 10.11 和之後 (x64,ARM)                                   | 10.11 和之後 (x64,ARM)                                   | 70                          | 2020     | Blink    |
| macOS               | 10.10                                                    | 10.10                                                    | 63                          | 2019     | Blink    |
| macOS               | 10.9                                                     | 10.9                                                     | 49                          | 2017     | Blink    |
| macOS               | 10.7–10.8                                                | 10.7–10.8                                                | 37                          | 2016     | Blink    |
| macOS               | 10.6 (IA-32, x64)                                        | 10.6 (IA-32, x64)                                        | 25                          | 2014     | Blink    |
| macOS               | 10.5 (IA-32, x64)                                        | 10.5 (IA-32, x64)                                        | 12.16                       | 2013     | Presto   |
| macOS               | 10.4 (IA-32, x64)                                        | 10.4 (IA-32, x64)                                        | 11.10                       | 2011     | Presto   |
| macOS               | 10.4–10.5 (PowerPC)                                      | 10.4–10.5 (PowerPC)                                      | 10.63                       | 2010     | Presto   |
| macOS               | 10.3                                                     | 10.3                                                     | 10.10                       | 2009     | Presto   |
| macOS               | 10.2                                                     | 10.2                                                     | 8.54                        | 2006     | Presto   |
| macOS               | 10.0–10.1                                                | 10.0–10.1                                                | 7.54u2                      | 2005     | Presto   |
| macOS               | 8.x-9.x (PowerPC)                                        | 8.x-9.x (PowerPC)                                        | 6.03                        | 2002     | Presto   |
| macOS               | 7.1.2-7.6.1 (PowerPC)                                    | 7.1.2-7.6.1 (PowerPC)                                    | 5.00                        | 2002     | Presto   |
| Linux               | x64                                                      | x64                                                      | 70                          | 2020     | Blink    |
| Linux               | IA-32                                                    | IA-32                                                    | 45                          | 2017     | Blink    |
| Linux               | PowerPC                                                  | PowerPC                                                  | 10.63                       | 2010     | Presto   |
| Linux               | SPARC V9                                                 | SPARC V9                                                 | 9.27                        | 2008     | Presto   |
| 類Unix              | FreeBSD 7 和之後， DragonFlyBSD 2.0 和之後 (IA-32, x64)  | FreeBSD 7 和之後， DragonFlyBSD 2.0 和之後 (IA-32, x64)  | 12.16                       | 2013     | Presto   |
| 類Unix              | NetBSD 7.2 和之後 (IA-32, x64)                           | NetBSD 7.2 和之後 (IA-32, x64)                           | 12.16 (x64) 12.16 (IA-32)   | 2013     | Presto   |
| 類Unix              | Solaris 10 和之後， OpenSolaris (IA-32, x64, SPARC V9)   | Solaris 10 和之後， OpenSolaris (IA-32, x64, SPARC V9)   | 10.11（页面存档备份，存于） | 2010     | Presto   |
| 類Unix              | Solaris 8-9 (IA-32, SPARC V9)                            | Solaris 8-9 (IA-32, SPARC V9)                            | 7.20                        | 2003     | Presto   |
| 類Unix              | QNX (IA-32)                                              | QNX (IA-32)                                              | 5.21 (stable) 6.01b (beta)  | 2001     | Presto   |
| EPOC                | R3 至 R5                                                 | R3 至 R5                                                 | 5.14                        | 2003     | Presto   |
| OS/2 和 eComStation | OS/2 和 eComStation                                      | OS/2 和 eComStation                                      | 5.12（页面存档备份，存于）  | 2001     | Presto   |
| BeOS                | BeOS                                                     | BeOS                                                     | 3.62（页面存档备份，存于）  | 2000     | Elektra  |

*注：Opera目前在Windows 10上目前只支援IA-32和x64，ARM64和ARMv7尚未被支援。
來源：

## 介紹
高效能
Opera Turbo可有效運用硬體本身的資源，提高整體的上網效能表現，主要是針對使用手機上網、Wi-Fi或其他網路較壅塞的使用者，預先在網頁下載到電腦前先行透過Opera提供的伺服器進行壓縮、縮減圖片檔案大小等工作，把網頁資料的傳輸量降低高達80%，如此一來，讓行動上網的使用者可以快速下載資料觀看，大幅減少行動資料傳輸的費用。當然也可以藉此減低網路封包的傳輸量，達到節省頻寬的效果。
高速度
Opera充分利用緩存機制，快速載入頁面，開啟多頁籤時尤其明顯。Opera在各項測評中得到相當好的成績。從很早開始Opera就主要以速度吸引桌面用戶和手機用戶，在許多配置較低的電腦或網速較慢的情況下也能流暢運行。
高靈活性
Opera具有相當多的個性化功能，方便用戶使用。它支持多頁面瀏覽，支持更換介面、鼠標手勢、頁面縮放以及自定義頁面格式。鼠標手勢是Opera首創的功能，還有快進、自動頁面登陸、自動填寫信息、會話管理、筆記、快速設置等功能。它還內置了各種搜索引擎，以及合理的快捷鍵設置。
高定制度
Opera對界面的定製做得極其方便，用戶不用擔心會把界面搞亂。除了Opera首創的鼠標手勢以及鍵盤快捷鍵，用戶還可以定製豐富的按鈕，以及工具菜單和搜索列表。這些備份起來也十分方便，用戶只須要備份相應的.ini文件即可；用戶還可以用其他人編寫的菜單、工具欄等。Opera內置了一些樣式表，用戶可以改變網頁的字體結構等，而UserJS和UserCSS提供進階用戶更多關於頁面樣式調整和Javascript使用的設置。
安全性
Opera更新十分頻繁，每當發現瀏覽器缺陷後都會盡快升級。Opera 9其後版本完美支持包括SSL 2/3以及TLS在內的各種安全協議，支持256位加密，可以抵禦惡意代碼攻擊、釣魚式攻擊等網絡攻擊，提供對Cookie的細節控制，可以一鍵清除電腦上保存的所有個人瀏覽信息，還可以自動進行安全性升級。從Secunia中可瞭解到Opera的安全性一直以來均高於Internet Explorer、Firefox等瀏覽器。Opera 10.60以後更引進支援AVG的防造假與防詐騙系統，讓使用者瀏覽網頁更安心。在切換到Blink排版引擎後支持沙箱，可以通過隔離網頁與腳本解釋環境來防止惡意程式通過瀏覽器啟動破壞系統。
支援多種網絡標準
Opera支援多種網絡標準，不但對應HTML5網頁技術，並對應CSS3多欄位排版與漸層、網路開放字體格式，甚至也對應Google所提供的WebP圖像編碼技術，讓使用者方便瀏覽完整的網頁內容。
內置多種實用功能
Opera除了基本的網頁瀏覽，內置包括隱私瀏覽，標籤瀏覽，下載管理器，鼠標手勢和瀏覽器擴展。廣告和跟蹤屏蔽，可以在保護用戶免受低質量的廣告騷擾與跟蹤，同時也能提升網頁載入速度並節省流量。面向全世界用戶免費開放的VPN，可以使用它來訪問被屏蔽或由於網絡故障而無法訪問的網站。由於此功能導致中國大陸封鎖了Opera產品下載頁面，且對應功能也無法使用，Opera對中國大陸用戶隱藏了此功能。

## 爭議

### 相容性
Opera是最先通過Acid2及Acid3測試的桌面瀏覽器之一，嚴格執行W3C網頁標準，不支持其它擴展標準、ActiveX和某些只對IE兼容的頁面，這樣瀏覽器安全性高，兼容性低。網頁原始碼標準是一個常見的問題，有不少網頁均不切合W3C的標準，例如使用非標準的獨有標籤、錯誤語法，或是透過偵測瀏覽器把特定的瀏覽器排擠在外（Opera是例子之一），該類網站多以IE測試，若以其他瀏覽器來排版則會出現不正確的顯示結果，一般用戶不會認為這是網頁編碼錯誤所引起，而是將其歸咎於瀏覽器的程序錯誤。
2001年10月，在Windows XP推出後不久，MSN即對主頁作出重大更新，Opera使用者指無法進入MSN主頁，微軟指「該主頁轉用了XHTML標準，Opera無法進入是因為它不支援XHTML」，但Opera方面則反駁，指Opera瀏覽器更切合標準，並以W3C驗證服務證明，MSN的主頁並非使用正確的編碼，要求微軟「在指責其他人以前，請先看看自己是否尊重公開標準」，並在網站有關的新聞稿頁面，另製作了一個標準XHTML版本來「還擊」，Internet Explorer 6無法正確顯示，而Netscape 6和Opera則可以。有鑑於此，微軟開始停止排擠Opera使用者。
而後，搜尋引擎龍頭Google推出Google Chrome後，開始排擠Opera使用者，但在Opera 15正式改用Blink排版引擎後，其被Google排擠的情況開始改善。
對此Opera也在各方面提供便利並加強對非標準網頁的支援。與其它瀏覽器相容非標準代碼的方式不同，Opera在安裝目錄中有一個名為browser.js的檔案，用來修正不正確的網頁代碼，使非標準網頁也可以在Opera中正常顯示。這個檔案由Opera軟體公司發佈並且不定期更新，用戶可選擇自動更新或禁用此功能。此外，用戶也能針對特定站點將Opera識別或偽裝為其他瀏覽器（如Internet Explorer或Firefox），解決某些網站排擠Opera的問題。對於一些僅支援Internet Explorer的網頁，Opera也允許使用者通過右鍵選單以其它瀏覽器打開。

### 易用性
Opera雖以高定制度和多功能特性見稱，但這難免也造成了新使用者的混淆以及設定選項不夠直觀的印象。許多設置無法直接從功能設定中調整，反而必須通過功能編輯器或修改ini檔案等方法才能達成。另一方面，由於許多使用者都是由其他瀏覽器轉用，因此面對重新適應和習慣問題，例如傲遊雲瀏覽器中的超級拖曳、雙擊頁籤關閉和Firefox的擴展套件、下載管理器的關聯整合等都和Opera有所不同。再者，市場佔有率較少的Opera讓使用者在遇到問題需要求助時，不如其他熱門瀏覽器般容易取得資源。
為解決此問題，Opera官方於2008年12月針對中國大陸用戶推出朱雀版，內置許多本地化功能設定貼近中國用戶的瀏覽習慣，同時也建立了官方中文論壇給予互助和交流平台。對於易用性的爭議也促使了熱心的網友整理出各種第三方定製版，如台灣的Opera三太子等，更適合不同的使用者。另外，許多用戶自製的輔助工具也因應需求而生，如關聯下載管理器的oGet及調整初始設定的Opera Launcher。從10.50版本開始，Opera在功能編輯器中直接加入下載工具的相關選項。Opera11開始加入擴充套件、手勢視覺化提示，並在功能設定中加入設置選項而不完全依賴功能編輯器，盡量使初學者更容易上手。

### 管理
Opera在開啟少頁籤的情況下記憶體佔用較其它瀏覽器高，讓許多使用者感到驚訝，並質疑Opera的記憶體管理能力。
根據官方指出，Opera採用可自行適應的記憶體管理模式（Adaptive Memory Management），即在電腦記憶體有限的情況下儘量節約資源佔用；相反的，當可用記憶體較寬裕時則充分利用以達到最佳體驗。這種管理方式的表現結果是：瀏覽少量頁面時記憶體佔用較高，但開啟多個頁籤後反而趨向穩定；在低配置的電腦中佔用低，而在高配置的電腦則較高。這種記憶體管理方式確保Opera能在各種環境中流暢運行，但使用者依然能在功能設定中調整記憶體快取和磁碟快取的大小。

### 捆綁流氓軟體
Opera 6.04之後的版本，被捆綁流氓軟體3721上網助手。

### 中國財團收購
Opera在2016年被中国財團收購。

## 其他
| 统计                                                   | 统计              | 统计 | 统计   | 统计   |
| ------------------------------------------------------ | ----------------- | ---- | ------ | ------ |
|                                                        |                   |      |        |        |
| Google Chrome                                          | Google Chrome     |      | 66.28% | 66.28% |
| Safari                                                 | Safari            |      | 11.43% | 11.43% |
| Microsoft Edge                                         | Microsoft Edge    |      | 8.27%  | 8.27%  |
| Mozilla Firefox                                        | Mozilla Firefox   |      | 7.5%   | 7.5%   |
| Opera                                                  | Opera             |      | 2.46%  | 2.46%  |
| Internet Explorer                                      | Internet Explorer |      | 1.25%  | 1.25%  |
|                                                        |                   |      |        |        |
| 根據StatCounter提供的2021年9月電腦網頁瀏覽器市場份額。 |                   |      |        |        |

### 貢獻
| 日期   | 首創功能                                           |
| ------ | -------------------------------------------------- |
| 1996年 | 會話功能和頁面縮放                                 |
| 2000年 | 一鍵刪除私人資料（如Cookie和瀏覽記錄等）、滑鼠手勢 |
| 2007年 | 快速撥號                                           |
| 2009年 | Opera Turbo、Opera Unite                           |
| 2010年 | 標籤組                                             |

### 測試
- 開發人員版、測試版和穩定版可以彼此獨立下載和安裝。新功能首先在開發人員版本中引入，然後根據用戶的反饋，可能會進入測試版並最終發布[111]。
- 開發人員流允許對新功能進行早期測試，主要針對開發人員，擴展創建者和早期使用者，不適合日常瀏覽，因為它不穩定，容易出現故障或崩潰，但它使高級用戶能夠嘗試仍在開發中的新功能，而不影響瀏覽器的正常安裝，新版本的瀏覽器經常發布，通常每週幾次[112]。
- 測試版以前稱為「下一個Opera」，是一個功能完整的軟件包，可在最終發布之前使穩定性和質量成熟，每兩週發布一個新版本，可以在正式發布的同時安裝而不受干擾，每個圖標都有一個不同的圖標來幫助用戶區分這些變體[113]。

### 惡搞
Opera於愚人節時會在官方部落格中發表一些惡搞文章。其內容往往文筆正式、圖文並茂甚至附上影片，煞有介事。
- 在2008年的愚人節玩笑內容為「Opera開發人員在測試時意外發現Acid3的復活節彩蛋，做出106/106分[114]。」（Acid3的滿分為100分）
- 面部表情是2009年的愚人節玩笑，並非真有其事。玩笑內容為「使用者只要透過網路攝影機，啟動Face Gestures的功能，只要動一動臉部表情，例如眨眼或是微笑，即可以臉部表情控制網路的瀏覽。臉部表情一共有超過45控制點，使用者可以利用Opera的Email功能，從寫Email到寄出，通通透過臉部表情完成，甚至啟動滑鼠手勢功能[115]。」該文章中上傳到Youtube的影片[116]，引起熱烈回應，許多人信以為真。
- 2010年的愚人節玩笑內容為「可以在太空中使用的瀏覽器——Opera太空版（Opera Space Edition）[117]。」
- 2016年的愚人節玩笑內容為「可以在紙製電腦中使用的瀏覽器——Opera紙製電腦系列（Opera Paper Products）」，其中更介紹Opera紙製電腦系列商業進階版（Opera Paper Products Business Premium）[118]。

### 份額
- Opera在桌面瀏覽器市場佔有率維持在2%上下，次於Microsoft Edge、Mozilla Firefox、Google Chrome和Safari，排行第五[119]。
- 美國網絡安全公司Purewire數據顯示有26%的駭客使用Opera。
- 根據Statcounter的資料，微軟在歐洲發佈瀏覽器選擇界面後，Opera在波蘭的下載數字增加了328%，在西班牙增加了215%及在意大利增加了202%。

## 外部連結
- （英文）Opera全球（页面存档备份，存于）
- （简体中文）Opera中國大陸（页面存档备份，存于）
- （繁體中文）Opera台灣（页面存档备份，存于）